# John Brett

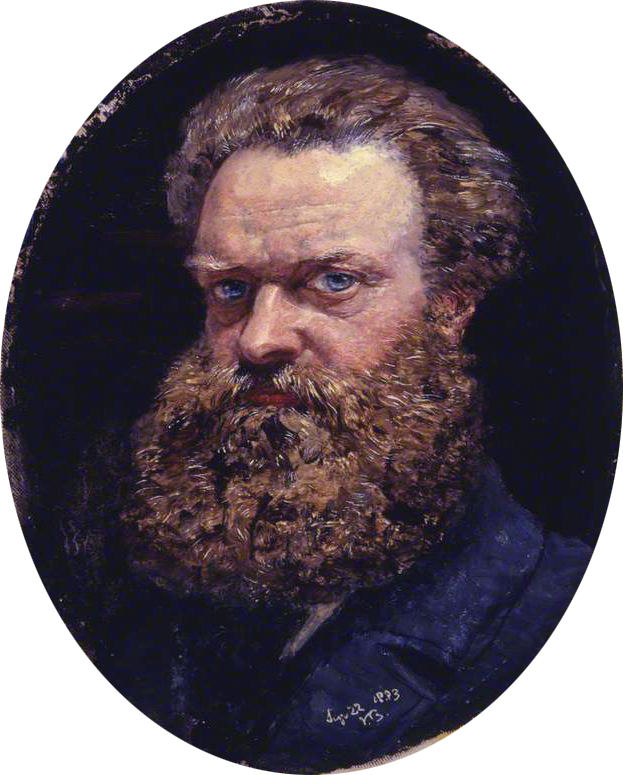
Autorretrato, 1883.

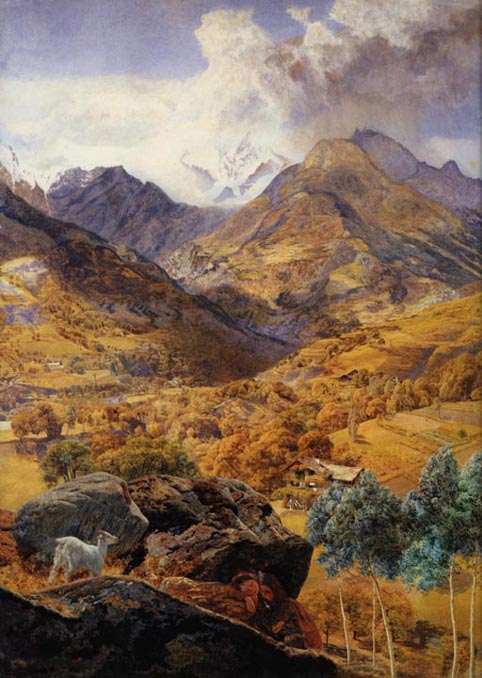
El valle de Aosta, 1858.

John Brett (1831-1902) fue un pintor inglés del grupo Prerrafaelista, especialmente recordado por sus paisajes de esmerado detallismo.
Brett nació cerca de Reigate, Surrey, el 8 de diciembre de 1831. Era hijo de un militar retirado. En 1851 comenzó a recibir clases de pintura en el taller del paisajista James Duffield Harding. Estudió igualmente con Richard Redgrave. En 1853 ingresó en la Royal Academy, pero estaba más interesado en las ideas del escritor y crítico de arte John Ruskin y del prerrafaelista William Holman Hunt, quien le presentó a su amigo, el poeta y crítico Coventry Patmore. Inspirado por el ideal de «paisajismo científico» de Holman Hunt, Brett visitó Suiza, y allí trabajó en paisajes topográficos, cayendo entonces bajo la influencia de John William Inchbold. 
En 1858 Brett expuso The Stonebreaker (‘El picapedrero’), la obra que le dio fama. Describe a un joven partiendo piedras en la construcción de un camino; se encuentra sentado en medio de un paisaje luminoso y minuciosamente perfilado. La precisión del detalle geológico y botánico, tan propia del movimiento prerrafaelista, impresionó a Ruskin, quien valoró muy positivamente la pintura, profetizando que Brett sería capaz de pintar una obra maestra si visitaba el Valle de Aosta, en Italia.
Con ayuda de Ruskin, Brett viajó a Italia y pintó el paisaje. Lo expuso en 1859, siendo de nuevo muy alabado por Ruskin, quien además compró la obra. Otros críticos fueron menos efusivos. Uno de ellos la describe como «lápida para posruskinianos».

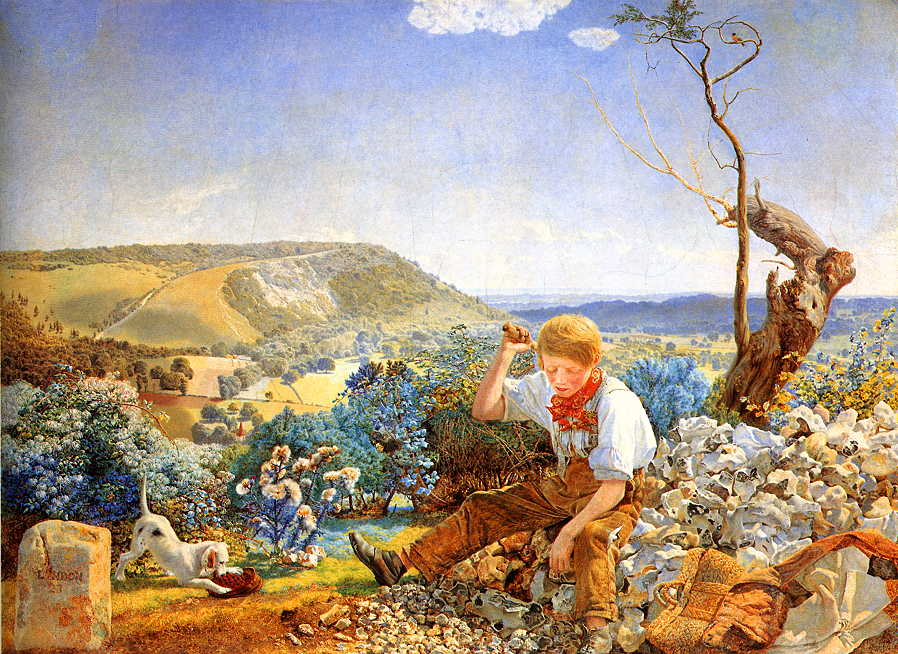
El picapedrero, 1858.

Brett continuó pintando paisajes con la misma técnica meticulosa, pasando largas temporadas en Italia a lo largo de la década de 1860. Fue siempre un maestro en esa visión «científica» de la naturaleza, aunque a menudo inculcó en ello una significación moral y religiosa, siguiendo la recomendación de Ruskin.
En sus últimos años enfocó su trabajo de preferencia a los motivos y paisajes marineros, que conocía bien debido a que adquirió un barco con el que surcó el Mediterráneo.
Brett fue también concienzudo astrónomo, materia que había estudiado desde la niñez. Fue elegido miembro de la Royal Astronomical Society en 1871.